# Битка за Манилу (1945)
Битка за Манилу (3. фебруар 1945 — 3. март 1945) била је једна од главних битака Филипинске кампање 1944—1945. током Другог свјетског рата, у којој су се у Манили — главном граду Филипина — сукобиле удружене америчке и филипинске снаге са Јапанским царством. Једномјесечна битка, која је кулминирала масакром преко 100.000 цивила и потпуном девастацијом града, била је поприште најгоре урбане борбе у Пацифичком театру. Поред масивних губитака живота, битка је такође донијела и разарање архитектонске и културне баштине која је датирала још из године самог оснивања града (1571). Окончавањем битке за Манилу дошао је крај и готово трогодишњој јапанској војној окупацији Филипина (1942—1945). Заузимање града је остало забиљежено као кључна побједа генерала Дагласа Макартура у кампањи за поновно освајање.

## Позадина
Шеста армија САД је 9. јануара 1945. године, под вођством генерал-потпуковника Волдера Кругера, дошла на обалу Лингајенског залива и почела брзо да напредује јужно према попришту битке за Лузон. Познати савезнички генерал Даглас Макартур је 12. јануара наредио Кругеру да што брже дође до Маниле.‍:83 37. пјешадијска дивизија, под командом генерал-мајора Роберта С. Бејтлера, напредовала је према југу.‍:84
Након доласка у Сан Фабијан 27. јануара, 1. коњичка дивизија, под командом генерал-мајора Вернона Д. Маџа, добила је 31. јануара наређење Макартура: „Идите у Манилу! Ослободите заробљенике у Санто Томасу. Заузмите палату Малакањан и Зграду скупштине.”‍:83–84
Осма армија САД је 31. јануара, под вођством генерал-потпуковника Роберта Л. Ајкелбергера (чиниле су је 187. и 188. једриличарска пјешадијска регимента пуковника Роберта Х. Соула, јединице америчке 11. ваздушно-десантске (ерборн) дивизије предвођене генералом-мајором Џозефом Свингом), слетјела без отпора у Насугбу на јужном Лузону и почела да се креће сјеверно према Манили.‍:182 У међувремену, 511. региментални борбени тим (11. А/Б дивизије) пуковника Орина Д. „Хард Рока” Хогена падобраном се 4. фебруара спустио на гребен Тагајтаја.‍:85–87 11. ваздушна дивизија је 10. фебруара дошла под команду Шесте армије; 17. фебруара је заузела тврђаву „Вилијам Макинли”.‍:89
Свингу су се придружиле филипинске гериле Хантерс ROTC, под командом потпуковника Емануела В. де Окампа; до 5. фебруара су били надомак Маниле...‍:87

### Јапанска дефанзива
Како су се Американци приближавали једни другима код Маниле надирући из различитих смјерова, већина дефанзивних јапанских војних трупа је већ раније послата као тактичка јединица на периферију града а по наредби генерала Томојукија Јамашите, главнокомандујућег снага Јапанске војске на Филипинима. Јамашита је повукао своје главне снаге у Багио Сити, гдје је планирао да задржи филипинске и америчке снаге на сјеверу Лузона спремне за инвазију Јапана. Јамашита је био на челу трију бројних група: 80.000 у групи Шимбу било је у планинама источно од Маниле, 30.000 из групе Кембу налазило се на брдима сјеверно од Маниле, а 152.000 из групе Шобу било је распоређено у сјевероисточни Лузон.‍:72
Генерал Даглас Макартур је 1941. године прогласио Манилу отвореним градом, прије него што је заузета. Иако Јамашита није овако поступио 1945. године, он првобитно није имао намјеру да брани Манилу; није мислио да ће моћи хранити један милион становника града‍:72 и бранити велико подручје са непрегледним предјелима у којима се налазе запаљиви дрвени објекти. Генерал Јамашита је првобитно наредио командиру групе Шимбу, генералу Јокојами Шизуоу, да евакуише град те да сруши све мостове и уништи друге виталне грађевине — баш прије помола веће групе америчких снага на улазу у град.
Међутим, контраадмирал Ивабучи Санџи (командир 31. морнаричких снага специјалне базе) био је посвећен праћењу поморског програма а не војног програма напуштања града.‍:72–73 Прије него што је унапријеђен у адмирала, Санџи је 1942. командовао бојним бродом Киришима (јап. 霧島) који је потопила оперативна група Морнарице САД код острва Гвадалканал. Ивабучи је имао 12.500 људи под својом командом, који су дјеловали као одбрамбене морнаричке снаге Маниле.‍:73 Ивабучију се придружило још 4.500 војника под командом пуковника Кацуза Ногучија и капетана Сабура Абеа.‍:73 Они су се распоредили на дефанзивне положаје по цијелом граду, укључујући Интрамурос, те су посјекли палме на булевару Дјуи (да би омогућили бјекство) и поставили барикаде на главним улицама (да би спријечили надирање).‍:73 Ивабучи је оформио Сјеверне снаге под командом Ногучија и Јужне снаге под командом капетана Такусуа Фурусеа.‍:74
Прије почетка битке, издао је наређење својим људима, а оно је гласило овако:
Веома нам је драго и захвални смо за шансу што смо у могућности да служимо нашој земљи у овој епској битки. Сада, са онолико снага колико је остало, смјело ћемо изазвати непријатеља. Банзаи за Цара! Одлучни смо да се боримо до посљедњег човјека.

## Битка

### Ослобађање Санто Томаса
Дио америчке 1. коњаничке дивизије се 3. фебруара, под вођством генерал-мајора Верна Д. Маџа, пробио до сјеверне периферије Маниле и заузео витални мост преко ријеке Тулахан, која их је дијелила од градског језгра; након овога су убрзо заузели и палату Малакањан.‍:91 Ескадрон генерал-бригадира Вилијама С. Чејса, 8. коњаничка регимента, била је прва јединица која је ушла у Манилу и почела да напредује према изложеном кампусу Универзитета Санто Томас који је био претворен у Заробљенички камп у Санто Томасу за цивиле те америчке и војне сестре неретко познате као „Анђели Батаана”.
Од 4. јануара 1942. године, укупно тридесет седам мјесеци, Главна зграда УСТ је била коришћена за чување заточених цивила. Од 4.255 затвореника, 466 је умрло у заточеништву, троје је убијено у покушају бјекства 15. фебруара 1942. године, а једна особа је успјешно побјегла почетком јануара 1945. године.
Капетан Мануел Колајко, герилски официр USAFFE, постао је савезничка жртва ослобођења града, након што је са својим пријатељем поручником Диосдадом Гујтингком довео америчку 1. коњицу на сам улаз у Санто Томас.‍:91 Колајко је умро седам дана послије у Основној школи „Легарда”, која је била претворена у теренску болницу. Пет тенкова 44. тенковског батаљона (предвођени „Бетлин бејзиком”) ушло је у комплекс у 21.00 ч.‍:93
Јапанци, којима је командовао потпуковник Тошио Хајаши, окупили су преостале заробљенике у Згради за образовање као своје таоце; такође су повремено измјењивали ватру са Американцима и Филипинцима.‍:95 Сљедећег дана, 5. фебруара, испреговарали су са Американцима да им дозволе да се поново придруже јапанским трупама јужно од града (и да са собом могу понијети само лично оружје).‍:95 Јапанци нису били свјесни да је област коју су одабрали сада била под америчком окупацијом (палата Малакањан) и чим су почели да се приближавају многи од њих су били побијени (укључујући Хајашија).‍:95 37. пјешадијска дивизија је 4. фебруара ослободила више од 1.000 ратних заробљеника, углавном бивших бранилаца Батаана и Корехидора, који су били чувани у затвору Билибид који су до сада Јапанци напустили.‍:96

### Опкољавање Јапанаца и масакри
Генерал Макартур је рано 6. фебруара објавио: „Манила је пала.”‍:97 Како год, битка за Манилу је једва и почела. Готово истовремено 1. коњаничка дивизија на сјеверу и 11. ваздушна дивизија на југу извијестиле су о јачању јапанског отпора против даљег уласка у град.
Генерал Грисволд је наставио да шаље дијелове 14. корпуса јужно од Универзитета Санто Томас, према ријеци Пасиг. Касно поподне 4. фебруара, он је наредио 2. ескадрону, 5. коњици, да заузме мост Кезон — једини пријелаз преко Пасига који Јапанци нису уништили. Како се ескадрон приближавао мосту, јапански тешки митраљези су отворили ватру из застрашујуће цестовне блокаде постављене на булевару Кезон, приморавши тако коњицу да обустави офанзиву и повуче се док не падне мрак. Када су се Американци и Филипинци повукли, Јапанци су разнијели мост.
Америчка 37. пјешадијска дивизија је 5. фебруара почела да улази у Манилу, а Грисволд је подијелио сјеверну секцију града на два сектора: 37. пјешадија је била одговорна за напредовање по јужној страни, док је 1. коњица била задужена за заузимање источне стране.‍:101 Американци су осигурали сјеверну обалу ријеке Пасиг до 6. фебруара, а такође су под контролом убрзо имали и довод воде за град код бране Новаличес (водени филтери Балара и резервоар Сан Хуан).‍:103
Генерал Бејтлер је 7. фебруара наредио 148. регименти да пријеђе ријеку Пасиг и ’очисти’ Пако и Пандакан.‍:109 Најгорча борба за Манилу — за коју се показало да је највише коштала 129. регименту — одиграла се код парне електране на острву Провисор; овдје су Јапанци успјели да издрже све до 11. фебруара.‍:103, 122 До поподнева 8. фебруара, јединице 37. дивизије очистиле су у свом сектору већину Јапанаца, иако је штета нанесена стамбеним квартовима била немјерљива. Јапанци су придодали ионако огромном разарању рушењем зграда и војних постројења како су се повлачили. Јапански отпор у Тонду и Малабону трајао је до 9. фебруара.‍:104
У покушају да заштити град и његове цивиле, Макартур је поставио строга ограничења за америчку артиљерију и ваздушну подршку.‍:103 Како год, 9. фебруара америчким гранатирањем запаљен је велик број дистрикта.‍:114 „Да је град био осигуран без уништавања 37. и 1. коњаничке дивизије, више се не би могло ништа учинити да се зграде спасе, све што омогућава напредак било би погођено.”‍:122 Ивабучијеви морнари, маринци и војно појачање, након што се првобитно успјешно одупрло америчкој пјешадији наоружаној пламенобацачима, гранатама и базукама, сада се суочило са тенковском директном ватром, ловцима тенкова и хаубицама, којима се нападала једна зграда за другом и тако убијали Јапанци — а често и заробљени цивили који су се унутра налазили, јер могућности диференцијације није било.
Изложени непрестаном гађању и сусретима са смрћу или заробљавањем, опкољене јапанске трупе су свој бијес и фрустрације искаљивали на цивилима који би се нашли у унакрсној ватри; починили су низ бруталних злочина, који су касније постали познати као Манилски масакр.‍:96, 107 Насилне мутилације, силовања‍:114–120 и масакри становништва постали су дио битке за контролу над градом. Масакри су вршени у школама, болницама и самостанима, укључујући болницу Сан Хуан де Диос, колеџ Санта Роса, цркву Санто Доминго, катедралу Манила, цркву Пако, самостан Ст. Паул и цркву Ст. Винсент де Паул.‍:113
Ивабучијева артиљерија и тешки минобацачи до 12. фебруара били су уништени, а плана за повлачење или регруписање није било; „сваки човјек је имао оскудну залиху оброка, једва довољно оружја и муниције, а зграда у којој ће му се живот окончати...”‍:144 1. коњаничка дивизија дошла је до залива Манила до 12. фебруара, али стадион Ризал је заузет тек 18. фебруара; Јапанци су га били претворили у депо муниције. Након стадиона је заузета и тврђава Сан Антонио Абад, истог дана.‍:144 148. дивизија је 17. фебруара заузела Општу болницу Филипина, ослободивши тада 7.000 цивила, као и кампус Падре Фаура Универзитета Филипина и оригинални кампус Херан-Дакота колеџа AC Сан Лоренсо.‍:150
Генерал Шизуо Јокојама, командир групе Шимбу, Ивабучију је наредио да побјегне из Маниле у ноћи 17/18. фебруар, истовремено изводећи противнападе на брану Новаличес и парк Грејс.‍:142 План бјекства је пропао, а Ивабучи је остао заробљен у Манили са 6.000 својих људи.‍:142 Потпуно разорен град, ¼ милиона цивилних жртава, те усљедјело осветничко смакнуће генерала Јамашита након рата било је резултат битке за Манилу.‍:143 1.010 Американаца, 16.665 Јапанаца и 100.000—500.000 цивила је убијено за вријеме битке.‍:151 Није било анимозитета међу ослобођеним Филипинцима; говорили су „Били смо са Американцима! Били смо сигурни! Били смо ослобођени!”‍:150
До 20. фебруара, Нова полицијска станица, црква Ст. Винсент де Паул, црква Сан Пабло, клуб Манила, Градска вијећница и Главна пошта били су у америчким рукама.‍:156–157 Јапанци су се повукли у Интрамурос у ноћи 19. фебруара, а хотел „Манила” је ослобођен 22. фебруара; генерал Макартур је свој пентхаус затекао у пепелу.‍:155–156 Само је Интрамурос (осим Законодавне, Финансијске и Агрикултурне зграде) остао у јапанским рукама.‍:157

### Пустошење Интрамуроса
Напад на Интрамурос је почео 23. фебруара у 7.30 ч, артиљеријском баражном ватром из 140 пушака, након чега је 148. дивизија напала кроз пукотине у зидовима између улаза у Кезон и Паријан а 129. дивизија прешла ријеку Пасиг и потом напала недалеко од сједишта владине ковнице.‍:164–167
Борба за Интрамурос водила се све до 26. фебруара.‍:171 Мање од 3.000 цивила је успјело да избјегне напад, већином жене и дјеца ослобођени поподнева 23. фебруара.‍:299 Војници и морнари пуковника Ногучија убили су 1.000 мушкараца и жена, док су остали таоци умрли током америчког бомбардовања.
Ивабучи и његови официри починили су сепуку (ритуално самоубиство) у зору 26. фебруара.‍:171 5. коњаничка регимента заузела је Агрикултурну зграду до 1. марта, а 148. регимента ушла је у Зграду законодавства 28. фебруара односно Финансијску зграду 3. марта 1945. године.‍:171–173
Војни историчар Роберт Р. Смит написао је: „Грисволд и Бејтлер нису били ради да покушају напасти само пјешадијом. Иако им није јасно дато од артиљерије, сада су планирали велике артиљеријске припреме које би трајале 17—23. фебруара и обухватале индиректну ватру на удаљености до 8.000 јарди, као и директну, непосредну ватру са удаљености од само 250 јарди. Ангажовали би све доступне корпусе и дивизијску артиљерију, од хаубица од 240 mm па наниже. [...] Само, како би животи цивила могли да буду спасени овом врстом припреме, наспрам ваздушног бомбардовања, није познато. Укупан резултат био би исти: Интрамурос би практично био сравњен.‍:294 [...] Да артиљерија готово не сравни древни Камени град није могло да се спријечи. 14. корпусу и 37. дивизији у овој фази битке за Манилу, амерички животи су били разумљиво много вреднији од историјских знаменитости. Уништење вуче коријене до америчке одлуке да спасе животе у бици против јапанских трупа које су одлучиле да жртвују своје животе по било којој цијени.”
Прије завршетка борби, Макартур је окупио привремени збор истакнутих Филипинаца у палати Малакањан и у њиховом присуству прогласио да је Комонвелт Филипина застално поново основан. „Моја земља је имала вјере”, рекао је окупљенима. „Ваш главни град, окрутно кажњен колико је могао, повратио је своје право мјесто — цитадела демократије на Истоку.”

## Посљедице
Остатак мјесеца Американци и филипински герилци провели су сламањем преосталог отпора широм цијелог града. Када је Интрамурос заузет 4. марта, Манила је званично била ослобођена, али и потпуно уништена са великим подручјима града сравњеним са земљом од америчког бомбардовања. У битки је погинуло 1.010 а рањено 5.565 војника САД. Процјењује се да је убијено 100.000—500.000 филипинских цивила, што намјерно с јапанске што неизбјежно с америчке стране односно од артиљерије и ваздушног бомбардовања Америчке војске. Само у Интрамуросу је евидентирано 16.665 мртвих Јапанаца.
У битки која је трајала мјесец дана, Американци и Јапанци су нанијели више штете Манили него што је њемачки Луфтвафе разорио Лондон, а девастација Маниле и број убијених превазилазе Бомбардовање Токија или Хирошиме и Нагасакија.

### Девастација града
Битка за Манилу била је прва и најжешћа урбана борба цјелокупног тока Рата на Пацифику. Свеукупно гледајући, неколико битака одиграних посљедњих мјесеци Другог свјетског рата било је чак разорније и бруталније, са већим масакрима и свирепошћу него што је то забиљежено код битке за Манилу.‍:186, 200 У пословном дистрикту Маниле само двије зграде нису биле оштећене, с тим да су у обје покрадене водоводне инсталације.
Челични јарбол за заставу стоји на улазу у стару зграду Амбасаде САД у Ермити, која је избушена бројним ударима метака и шрапнела али и данас постоји, као доказ жестоке и горке борбе за Камени град. У овој ’категорији’, Манила се придружила Стаљинграду као поприште једне од најсуровијих урбаних борби односно битака вођених током Другог свјетског рата.
Филипинци су изгубили ненадокнадиво и незамјенљиво културно и историјско богатство након крвопролића и девастације Маниле, што се до дан-данас памти као национална трагедија. Небројене владине зграде, универзитети и колеџи, самостани, манастири и цркве, те њихово припадајуће богатство које датира из 1571. године када је сам град основан или је чак старије — све је било уништено. Културно насљеђе (укључујући ликовну умјетност, књижевност и поготово архитектуру) првог стварног међународног ’котла претапања’ Оријента — спој шпанске, америчке и азијске културе — посјечено је до коријена. Манила, некад звана „Бисером Оријента” и чувена као живи споменик мјесту стапања азијске и европске културе, дословце је збрисана.
Већина оштећених зграда током рата уништена је након ослобођења, као дио обнове и поновне изградње Маниле, чиме је европски стил архитектуре из шпанског и раног америчког доба замијењен модерним америчким стилом архитектуре. Само је неколицина старих зграда остала нетакнута или рестаурирана према изворној форми, а остатак града је углавном изгубио пређашњи дух.

## Комеморација
Светилиште слободе (енгл. Shrine of Freedom), такође познато као Меморијални споменик Маниле (енгл. Memorare Manila Monument), отворено је 18. фебруара 1995. године.
Фондација „Меморер Манила 1945” (енгл. Memorare Manila 1945 Foundation) изградила је меморијални споменик назван Светилиште слободе у част и сећање на преко 100.000 цивила убијених током битке. Налази се у Плази де Санта Исабел у Интрамуросу. Инскрипцију за споменик је урадио национални умјетник за књижевност Никомедес Маркез Хоакин (1917—2004) и у преводу гласи:
Овај меморијал је посвећен свим невиним жртвама рата, од којих је много завршило у заједничкој гробници без имена и непознати, или им се и не зна за гроб, њихова тијела је прогутала ватра или су смрскани и претворени у прах испод крша рушевина.
Нека овај споменик буде надгробна плоча за баш сваког од преко 100.000 мушкараца, жена, дјеце и новорођенчади убијених у Манили током њене битке за ослобођење, 3. фебруара — 3. марта 1945. Нисмо их заборавили, нити ћемо икада заборавити.
Могу да почивају у миру на дијелу сада светог тла овог града: Манила наших осјећања.

## Галерија
- Грађани Маниле бјеже на сигурно из предграђа које су спалили јапански војници (10. фебруар 1945)
- Манилска катедрала након рата
- Штета нанијета Пошти Маниле (1945)
- Спаљена Пошта Маниле (1945)
- Зграда скупштине је била једна од најфинијих владиних зграда на Далеком истоку и понос Филипинске владе, а током битке је претрпјела максималну штету